# Iljas al-Fachfach
lljas al-Fachfach, arab. ‏إلياس الفخفاخ‎, Ilyās al-Faḫfāḫ, fr. Elyes Fakhfakh (ur. w 1972 w Tunisie) – tunezyjski polityk, minister turystyki w latach 2011–2013, minister finansów w latach 2012–2014, premier Tunezji od 27 lutego 2020 do 2 września 2020.